# Vexilla regis
Vexilla regis (sl.: Kraljevo znamenje) je latinska himna, ki jo je napisal Venancij Fortunat, škof iz Poitiersa. Naslov je dobila po začetku prve kitice.
Vexilla regis prodeunt
 
Fulget crucis mysterium
 
Quo carne carnis conditor
 
Suspensus est patibulo.

 Slovenski prevod 
Kraljevo znamenje, o križ,
 
kako v skrivnosti se blestiš:
 
Gospod, ki je ustvaril svet,
 
na lesu križa je razpet.

## Zgodovina besedila
Himno so prvič zapeli v procesiji, 19. novembra 569, ko so na prošnjo svete Radegunde z velikim slavjem prenesli relikvije svetega Križa iz Toursa v njen samostan Svetega Križa v Poitiersu. Poslal jih je bizantinski cesar Justin II. Njena raba v procesiji je označena v Rimskem misalu na véliki petek, kadar nesejo Najsvetejše v procesiji iz tabernaklja do t. i. božjega groba. Še vedno jo uporabljajo v molitvenem bogoslužju latinskega obreda. V rimskem brevirju se nahaja vsak dan od prvih večernic pred Cvetno nedeljo do vélikega četrtka, v večernicah na véliki petek in v večernicah na praznik Povišanja svetega križa, 14. septembra. 
V originalu je imela pesem osem kitic. V 10. st. sta bili sedma in osma kitica postopoma nadomeščeni z novima (»O crux ave, spes unica« in doksologijo »Te summa Deus trinitas«), čeprav sta se ponekod še ohranili.
»Vexilla« so interpretirali, da simbolično predstavlja krst, evharistijo in druge zakramente. Clichtoveuse razlaga, da so vexilla/znamenja vojaški praporji kraljev in princev, zato so Kristusova znamenja križ, bič, veriga in druga orodja pasijona, »s katerimi se je boril proti staremu sovražniku in premagal vladarja tega sveta«. Johann Wilhelm Kayser se ne strinja z obojim in prikaže, da je bil križ znamenje, ki je bilo pod Konstantinom namesto orla na praporju stare rimske konjenice. Ta prapor je postal v krščanskih rokah pravokoten kos tkanine, ki je visel iz palice, ki je bil postavljena čez pozlačen drog, in je imel izvezene krščanske simbole namesto rimskih naprav.
Sijaj in triumfalnost prve kitice lahko v polnosti cenimo samo, če si prikličemo v spomin priložnost, ko je bila prvič zapeta na slovesni procesiji od Poitiersa do samostana s škofi in princi z vso slovesnostjo. Obstaja okrog štirideset prevodov v angleščino.